# Crisicoccus mangrovicus
Crisicoccus mangrovicus är en insektsart som beskrevs av Ben-dov 1975. Crisicoccus mangrovicus ingår i släktet Crisicoccus och familjen ullsköldlöss.
Artens utbredningsområde är Egypten. Inga underarter finns listade i Catalogue of Life.